# Snelheidsrecord voor railvoertuigen
Deze tabel geeft een overzicht van de voornaamste snelheidsrecords voor railvoertuigen. Hierbij dient in het oog gehouden te worden dat deze records vaak zijn gevestigd met voor die recordpoging gemodificeerd spoorwegmaterieel, dus niet met het materieel zoals dat in de normale dienst werd gebruikt. Bij oudere records is niet altijd sluitend bewijs van de bereikte snelheid voorhanden. In dit overzicht zijn alleen records vermeld die op conventionele spoorwegen zijn gevestigd, dus geen magneetzweeftreinen of luchtkussenvoertuig op een vaste baan zoals de Aérotrain).
| Snelheid           | Datum/jaar | Lijn                                 | Land                | Materieel                            | Voortbeweging          | Gemodificeerd | Afbeelding | Opmerking          |
| ------------------ | ---------- | ------------------------------------ | ------------------- | ------------------------------------ | ---------------------- | ------------- | ---------- | ------------------ |
| 48 km/h            | 1830       | Liverpool and Manchester Railway     | Verenigd Koninkrijk | Stephenson's Rocket                  | Stoom                  | Nee           |            |                    |
| 56 km/h (35 mph}   | 1830       | Liverpool and Manchester Railway     | Verenigd Koninkrijk | Een locomotief van George Stephenson | Stoom                  | Nee           |            | [ 1 ]              |
| 164 km/h (102 mph) | 1904       | Great Western Railway                | Verenigd Koninkrijk | GWR 3440 City of Truro               | Stoom                  | Nee           |            | [ 2 ] [ 3 ]        |
| 230 km/h           | 21-06-1931 |                                      | Duitsland           | Schienenzeppelin                     | Propeller/benzinemotor | Nee           |            |                    |
| 205 km/h           | 17-02-1936 |                                      | Duitsland           | DRG klasse SVT 137                   | Diesel-elektrisch      | Nee           |            | [ 4 ]              |
| 202 km/h (126 mph) | 03-07-1938 | East Coast Main Line                 | Verenigd Koninkrijk | LNER A4 Mallard                      | Stoom                  | Nee           |            | [ 5 ] [ 6 ]        |
| 331 km/h           | 28-03-1955 | Bordeaux-Hendaye, bij Morcenx        | Frankrijk           | CC 7107                              | Electrisch             | Ja            |            | [ 7 ] [ 8 ]        |
| 331 km/h           | 29-03-1955 | Bordeaux-Hendaye, bij Morcenx        | Frankrijk           | BB 9004                              | Electrisch             | Ja            |            | [ 7 ] [ 9 ] [ 10 ] |
| 380 km/h           | 26-02-1981 | LGV Sud-Est                          | Frankrijk           | TGV Sud-Est                          | Electrisch             | Ja            |            | [ 11 ] [ 12 ]      |
| 238 km/h           | 1-11-1987  | East Coast Main Line                 | Verenigd Koninkrijk | British Rail Class 43                | Diesel-elektrisch      | Ja            |            | [ 13 ]             |
| 407 km/h           | 1-5-1988   | Spoorlijn Hannover - Würzburg        | Duitsland           | ICE-V                                | Electrisch             | Niet bekend   |            | [ 14 ]             |
| 357 km/h           | 02-09-2006 | Spoorlijn Nürnberg - München         | Duitsland           | Siemens ES 64 U 4                    | Electrisch             | Beperkt       |            | [ 15 ]             |
| 574,8 km/h         | 03-04-2007 | Spoorlijn Parijs - Straatsburg (LGV) | Frankrijk           | TGV POS                              | Electrisch             | Ja            |            | [ 17 ]             |

Opgemerkt wordt dat dergelijke records zich veelal slechts na verloop van zeer geruime tijd lieten "vertalen" in hogere snelheden in de dagelijkse treindienst. Bij recordpogingen werden niet zelden zowel de bovenbouw als de tractievoertuigen beschadigd. Dienstsnelheden van 160 km/h werden eerst in de jaren '60 van de twintigste eeuw bereikt (Mistral, tussen Parijs en Dijon). Voor hogere snelheden was de aanleg van een nieuwe spoorlijn (Shinkansen in Japan) dan wel omvangrijke ombouw van bestaande lijnen noodzakelijk; hiermee waren maximum snelheden tot 200 km/h mogelijk. De aanleg van hogesnelheidslijnen maakte een verdere versnelling mogelijk: op de hogesnelheidslijn Milaan-Bologna 300 km/h, op Franse hogesnelheidslijnen tot 320 km/h, op de Hogesnelheidslijn Peking-Shanghai 350 km/h. Uiteraard is de tijdwinst die met een (verdere) snelheidsverhoging bereikt wordt evenredig met de afstand waarover die hogere snelheid zonder tussenstops kan worden aangehouden. De feitelijke gemiddelde snelheid tussen twee specifieke bestemmingen is mede afhankelijk van aantal en duur van tussenstops, en van aansluitingen van het "klassieke" net op de hogesnelheidslijn.